# Український меморіал
«Украї́нський меморіа́л» — всеукраїнський волонтерський проєкт-портал наповнення біографій загиблих українських вояків під час російсько-української війни, а також розміщення інформації щодо пам'ятників і меморіальних дощок. Проєкт реалізовує створення шкільних музеїв АТО в Україні. Заснований 26 червня 2014 року. Розміщується інформація чотирма мовами: українською, англійською, польською та російською. 
Збираючи інформацію про полеглих українських вояків, волонтери «Українського меморіалу» публікують таке:
- Інформацію про загиблих;
- Фотографії могил;
- Фотографії меморіальних дощок і пам'ятників.

Станом на 25 серпня 2018 року на «Українському меморіалі» додано 1203 біографій загиблих та 117 статей щодо пам'ятників.

## Шкільні музеї АТО
Другий напрямок діяльності проєкту — створення шкільних музеїв АТО. Волонтери збирають гільзи, кулі, уламки, болванки, тубуси, шеврони тощо для експонатів новостворених музеїв при школах України.